# Danio erythromicron
Danio margaritatus é uma espécie de Actinopterygii da família Cyprinidae, endêmica do Lago Inle, Myanmar.